# Wereldkampioenschap schaatsen allround kwalificatie 2011 (Noord-Amerika & Oceanië)
De dertiende editie van de Continentale kampioenschappen schaatsen voor Noord-Amerika & Oceanië, het kwalificatietoernooi voor de Wereldkampioenschappen schaatsen allround 2011, vond op 15 en 16 januari 2011 plaats in de Utah Olympic Oval te Salt Lake City, Verenigde Staten.
Vanaf de editie van 1999 was het aantal deelnemers aan het WK allround door de ISU op 24 deelnemers vastgesteld. De startplaatsen werd voortaan per continent verdeeld. Voor Europa wordt het EK allround tevens het kwalificatietoernooi voor het WK allround. Voor Azië en Noord-Amerika & Oceanië werden er vanaf 1999 speciaal kwalificatietoernooien voor georganiseerd.
In 2011 mogen er maximaal zeven mannen en zeven vrouwen uit Noord-Amerika/Oceanië deelnemen aan het WK allround. De Amerikaan Trevor Marsicano en de Canadese Kristina Groves wonnen het kwalificatietoernooi in 2010 dat in de Olympic Oval in Calgary plaatsvond.
| zaterdag 15 januari                                                     | zondag 16 januari                                                           |
| ----------------------------------------------------------------------- | --------------------------------------------------------------------------- |
| 500 meter vrouwen 3000 meter vrouwen 500 meter mannen 5000 meter mannen | 1500 meter vrouwen 5000 meter vrouwen 1500 meter mannen 10.000 meter mannen |

## Mannen
Er namen 12 mannen deel aan deze editie, het maximale aantal van zes deelnemers uit Canada, vijf uit de Verenigde Staten en één deelnemer uit Nieuw-Zeeland.
Jonathan Kuck werd de vijfde Amerikaans winnaar van dit "Continentaal Kampioenschap" na Derek Parra,
Shani Davis, Chad Hedrick en Trevor Marsicano. Van de zeven WK-startplaatsen gaan er drie naar Canada en de Verenigde Staten en één naar Nieuw-Zeeland. Dit was de tweede opeenvolgende keer dat via dit kwalificatietoernooi een startplaats voor Nieuw-Zeeland op het WK werd bewerkstelligd.

### Eindklassement
| Rang   | Schaatser          | Land             | 500m       | 5000m        | 1500m          | 10.000m         | Punten     |
| ------ | ------------------ | ---------------- | ---------- | ------------ | -------------- | --------------- | ---------- |
| Goud   | Jonathan Kuck      | Verenigde Staten | 36,47 (4)  | 6.19,93 (1)  | 1.45,20 (3) pr | 13.20,24 (2)    | 149,542 pr |
| Zilver | Brian Hansen       | Verenigde Staten | 35,99 (1)  | 6.25,13 (3)  | 1.44,19 (2) pr | 13.30,28 (3) pr | 149,747 pr |
| Brons  | Trevor Marsicano   | Verenigde Staten | 36,18 (2)  | 6.26,08 (4)  | 1.43,99 (1)    | 13.34,91 (4)    | 150,197 pr |
| 4      | Shane Dobbin       | Nieuw-Zeeland    | 37,55 (8)  | 6.21,41 (2)  | 1.47,77 (6)    | 13.16,58 (1) NR | 151,443 pr |
| 5      | Lucas Makowsky     | Canada           | 36,40 (3)  | 6.34,91 (7)  | 1.47,28 (4)    | 13.53,08 (5)    | 153,305    |
| 6      | Justin Warsylewicz | Canada           | 36,89 (5)  | 6.34,38 (5)  | 1.48,14 (7)    | 14.03,52 (8)    | 154,551    |
| 7      | Mathieu Giroux     | Canada           | 37,11 (6)  | 6.34,61 (6)  | 1.47,29 (5)    | 14.04,47 (9)    | 154,557    |
| 8      | Joshua Wood        | Verenigde Staten | 37,13 (7)  | 6.42,27 (9)  | 1.49,66 (8)    | 13.58,95 (7)    | 155,858    |
| 9      | Patrick Meek       | Verenigde Staten | 39,02 (12) | 6.39,26 (8)  | 1.51,08 (10)   | 13.58,89 (6)    | 157,917    |
| 10     | Leo Landry         | Canada           | 37,95 (9)  | 6.46,70 (10) | 1.51,30 (11)   | 14.10,32 (10)   | 158,236 pr |
| 11     | Scott Bickerton    | Canada           | 38,65 (11) | 6.47,35 (11) | 1.50,93 (9)    | 14.27,87 (12)   | 159,755    |
| 12     | Stefan Waples      | Canada           | 38,08 (10) | 6.54,59 (12) | 1.52,42 (12)   | 14.20,85 (11)   | 160,055    |

## Vrouwen
Er namen acht vrouwen aan deze editie deel, het maximale aantal van zes uit Canada en twee uit de Verenigde Staten. De Canadese Cindy Klassen werd voor de vijfde keer winnares van dit "Continentaal Kampioenschap". Zes rijdsters voltooiden alle vier de afstanden. Van de zeven WK-startplaatsen gaan er vier naar Canada en twee naar de Verenigde Staten. Het overgebleven ticket is voor Duitsland dat eerste reserve was vanwege de vijftiende plek van Jennifer Bay op het Europees kampioenschap.

### Eindklassement
| Rang   | Schaatsster        | Land             | 500m      | 3000m       | 1500m       | 5000m          | Punten     |
| ------ | ------------------ | ---------------- | --------- | ----------- | ----------- | -------------- | ---------- |
| Goud   | Cindy Klassen      | Canada           | 40,35 (3) | 4.06,81 (1) | 1.56,26 (1) | 7.11,49 (2)    | 163,387    |
| Zilver | Jilleanne Rookard  | Verenigde Staten | 40,14 (2) | 4.07,88 (2) | 1.57,56 (2) | 7.09,59 (1)    | 163,599 pr |
| Brons  | Brittany Schussler | Canada           | 39,90 (1) | 4.11,32 (3) | 1.59,56 (3) | 7.22,65 (4)    | 165,905    |
| 4      | Kirsty Lay         | Canada           | 40,83 (4) | 4.14,79 (4) | 1.59,75 (4) | 7.29,05 (5) pr | 168,117 pr |
| 5      | Nicole Garrido     | Canada           | 41,92 (7) | 4.16,09 (5) | 2.00,79 (5) | 7.22,59 (3)    | 169,124    |
| 6      | Maria Lamb         | Verenigde Staten | 41,55 (6) | 4.18,51 (6) | 2.03,97 (7) | 7.34,88 (6)    | 171,446    |
| -      | Brianne Tutt       | Canada           | DSQ       | 4.19,62 (7) | 2.03,57 (6) |                |            |
| -      | Ivanie Blondin     | Canada           | 40,99 (5) | DSQ         | DNS         |                |            |

DSQ = gediskwalificeerd; DNS = niet gestart 